# Liste der Kategorie-A-Bauwerke in Glasgow

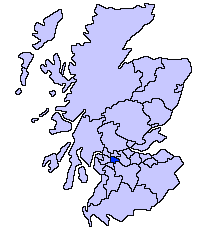
Lage von Glasgow in Schottland

Die Liste der Kategorie-A-Gebäude in Glasgow umfasst sämtliche in der Kategorie A eingetragenen Baudenkmäler in der schottischen Council Area Glasgow. Die Einstufung wird anhand der Kriterien von Historic Scotland vorgenommen, wobei in die höchste Kategorie A Bauwerke von nationaler oder internationaler Bedeutung einsortiert sind. In Glasgow sind derzeit 281 Bauwerke in der Kategorie A gelistet.
| Name                                           | Lage                            | Typ                        | Eintrag | Bild                                                  |
| ---------------------------------------------- | ------------------------------- | -------------------------- | ------- | ----------------------------------------------------- |
| Ehemaliges Trinity College                     | 55° 52′ 5,4″ N, 4° 16′ 33,4″ W  | Schule                     | 32171   | Ehemaliges Trinity College                            |
| Arlington Baths Club                           | 55° 52′ 14,6″ N, 4° 16′ 24,3″ W | Badeanstalt                | 32173   | Arlington Baths Club                                  |
| 1–12 Claremont Terrace                         | 55° 52′ 3,6″ N, 4° 16′ 40,1″ W  | Wohngebäude                | 32185   | 1–12 Claremont Terrace                                |
| Great Western Road Bridge                      | 55° 52′ 29,2″ N, 4° 16′ 47,5″ W | Brücke                     | 32197   | Great Western Road Bridge                             |
| St Mary’s Episcopal Cathedral                  | 55° 52′ 24,8″ N, 4° 16′ 30,4″ W | Kirche                     | 32198   | St Mary’s Episcopal Cathedral                         |
| 445–459 Great Western Road                     | 55° 52′ 29,8″ N, 4° 16′ 51,5″ W | Wohn- und Geschäftsgebäude | 32200   | 445–459 Great Western Road                            |
| Lansdowne Parish Church                        | 55° 52′ 28,1″ N, 4° 16′ 41″ W   | Kirche                     | 32205   | Lansdowne Parish Church                               |
| Roberts Memorial                               | 55° 52′ 13,2″ N, 4° 16′ 54,6″ W | Denkmal                    | 32211   | Roberts Memorial                                      |
| Stewart Memorial Fountain                      | 55° 52′ 5″ N, 4° 17′ 1,8″ W     | Brunnen                    | 32213   | Stewart Memorial Fountain                             |
| 41–53 Oakfield Avenue                          | 55° 52′ 26,5″ N, 4° 17′ 4,4″ W  | Wohngebäude                | 32235   |                                                       |
| 1–29 Park Circus                               | 55° 52′ 11,6″ N, 4° 16′ 42,7″ W | Wohngebäude                | 32238   | 1–29 Park Circus                                      |
| 1–17 Park Circus Place                         | 55° 52′ 8,7″ N, 4° 16′ 37,5″ W  | Wohngebäude                | 32239   | 1–17 Park Circus Place                                |
| 1–6 Park Gardens                               | 55° 52′ 4,2″ N, 4° 16′ 47,2″ W  | Wohngebäude                | 32240   | 1–6 Park Gardens                                      |
| Treppe an der Park Street                      | 55° 52′ 5,7″ N, 4° 16′ 48,9″ W  | Treppe                     | 32241   |                                                       |
| 1–5 Park Gate                                  | 55° 52′ 11,8″ N, 4° 16′ 48″ W   | Wohngebäude                | 32242   | 1–5 Park Gate                                         |
| 1–10 Park Quadrant                             | 55° 52′ 13,5″ N, 4° 16′ 46″ W   | Wohngebäude                | 32243   | 1–10 Park Quadrant                                    |
| 1–21 Park Terrace                              | 55° 52′ 8,6″ N, 4° 16′ 51,4″ W  | Wohngebäude                | 32245   | 1–21 Park Terrace                                     |
| Tor am Kelvingrove Park                        | 55° 52′ 12,4″ N, 4° 16′ 52″ W   | Tor                        | 32246   | Tor am Kelvingrove Park                               |
| Treppe an der Clifton Street                   | 55° 52′ 5,2″ N, 4° 16′ 44,8″ W  | Treppe                     | 32267   | Treppe an der Clifton Street                          |
| 6–19 Woodside Crescent                         | 55° 52′ 3,2″ N, 4° 16′ 19,5″ W  | Wohngebäude                | 32268   | 6–19 Woodside Crescent                                |
| 1–28 Woodside Place                            | 55° 52′ 1″ N, 4° 16′ 28,5″ W    | Wohngebäude                | 32270   | 1–28 Woodside Place                                   |
| 1–22 Woodside Terrace                          | 55° 52′ 3,8″ N, 4° 16′ 28,6″ W  | Wohngebäude                | 32271   | 1–22 Woodside Terrace                                 |
| North British Engine Works                     | 55° 52′ 22,6″ N, 4° 20′ 40,4″ W | Industriebauwerk           | 32280   | North British Engine Works                            |
| Titan Crane                                    | 55° 52′ 20,6″ N, 4° 20′ 43,9″ W | Kran                       | 32281   | Titan Crane                                           |
| Stoneleigh                                     | 55° 53′ 1,4″ N, 4° 18′ 14,8″ W  | Villa                      | 32306   | Stoneleigh                                            |
| Kelvin Aqueduct                                | 55° 53′ 32,7″ N, 4° 18′ 6″ W    | Brücke                     | 32316   | Kelvin Aqueduct                                       |
| Gartnavel Royal Hospital                       | 55° 53′ 0,5″ N, 4° 19′ 9,4″ W   | Krankenhaus                | 32318   | Gartnavel Royal Hospital                              |
| St Mungo’s Academy Centenary Club              | 55° 53′ 0,7″ N, 4° 18′ 18,4″ W  | Villa                      | 32334   | St Mungo’s Academy Centenary Club                     |
| 11 Whittinghame Drive                          | 55° 53′ 5,5″ N, 4° 18′ 54,5″ W  | Villa                      | 32342   | 11 Whittinghame Drive (im Bild rechts)                |
| Gemeindehaus der Ruchill Parish Church         | 55° 53′ 12,2″ N, 4° 17′ 1,3″ W  | öffentliches Gebäude       | 32356   | Gemeindehaus der Ruchill Parish Church                |
| Queen’s Park Church                            | 55° 50′ 2,4″ N, 4° 16′ 15,5″ W  | Kirche                     | 32359   | Queen’s Park Church                                   |
| Langside Hall                                  | 55° 49′ 53,2″ N, 4° 16′ 39,5″ W | öffentliches Gebäude       | 32369   | Langside Hall                                         |
| Maria Villa                                    | 55° 49′ 32,3″ N, 4° 16′ 29,8″ W | Villa                      | 32373   |                                                       |
| 2–38 Millbrae Crescent                         | 55° 49′ 20,1″ N, 4° 16′ 32,6″ W | Wohngebäude                | 32384   | 2–38 Millbrae Crescent                                |
| 1–10 Moray Place                               | 55° 50′ 14,7″ N, 4° 16′ 23,8″ W | Wohngebäude                | 32386   | 1–10 Moray Place                                      |
| Camphill House                                 | 55° 49′ 56″ N, 4° 16′ 30,3″ W   | Villa                      | 32401   | Camphill House                                        |
| 265–289 Allison Street                         | 55° 50′ 8,7″ N, 4° 15′ 33,8″ W  | Wohn- und Geschäftsgebäude | 32423   | 265–289 Allison Street                                |
| Crosshill Queen’s Park Church                  | 55° 49′ 55″ N, 4° 15′ 41″ W     | Kirche                     | 32451   | Crosshill Queen’s Park Church                         |
| Kelvinside Academy                             | 55° 52′ 58,6″ N, 4° 17′ 41,6″ W | Schule                     | 32476   |                                                       |
| 15 Cleveden Gardens                            | 55° 53′ 5″ N, 4° 17′ 58,8″ W    | Villa                      | 32486   |                                                       |
| 3–10 Crown Circus                              | 55° 52′ 33,1″ N, 4° 18′ 2,4″ W  | Wohngebäude                | 32489   | 3–10 Crown Circus                                     |
| Kibble Palace                                  | 55° 52′ 43,9″ N, 4° 17′ 18,1″ W | Gewächshaus                | 32513   | Kibble Palace                                         |
| 1–11 Great Western Terrace                     | 55° 52′ 52,7″ N, 4° 18′ 4″ W    | Wohngebäude                | 32517   |                                                       |
| 1–17 Grosvenor Terrace                         | 55° 52′ 41,2″ N, 4° 17′ 29,7″ W | Wohngebäude                | 32520   | 1–17 Grosvenor Terrace                                |
| 21–39 Hyndland Road                            | 55° 52′ 53,3″ N, 4° 18′ 13,8″ W | Wohngebäude                | 32530   | 21–39 Hyndland Road                                   |
| Broomhill Hyndland Parish Church               | 55° 52′ 44,9″ N, 4° 18′ 19,1″ W | Kirche                     | 32532   |                                                       |
| 3 Kirklee Road                                 | 55° 52′ 52,6″ N, 4° 17′ 49,6″ W | Villa                      | 32550   |                                                       |
| 7–23 Kirklee Road                              | 55° 52′ 54,8″ N, 4° 17′ 45,7″ W | Wohngebäude                | 32551   |                                                       |
| 1–14 Kirklee Terrace                           | 55° 52′ 48,7″ N, 4° 17′ 41,5″ W | Wohngebäude                | 32553   | 1–14 Kirklee Terrace                                  |
| 9 Lowther Terrace                              | 55° 52′ 52,8″ N, 4° 17′ 55,5″ W | Wohngebäude                | 32563   | 9 Lowther Terrace                                     |
| 10 Lowther Terrace                             | 55° 52′ 53″ N, 4° 17′ 56,3″ W   | Wohngebäude                | 32564   | 10 Lowther Terrace                                    |
| Notre Dame High School                         | 55° 52′ 41,8″ N, 4° 17′ 56,5″ W | Schule                     | 32571   | Notre Dame High School                                |
| 1 Prince’s Terrace                             | 55° 52′ 37,1″ N, 4° 18′ 2,4″ W  | Wohngebäude                | 32576   | 1 Prince’s Terrace                                    |
| Kelvinside Hillhead Parish Church              | 55° 52′ 39,1″ N, 4° 17′ 35,7″ W | Kirche                     | 32584   | Kelvinside Hillhead Parish Church                     |
| Belhaven-Westbourne Church                     | 55° 52′ 53,6″ N, 4° 18′ 11″ W   | Kirche                     | 32605   | Belhaven-Westbourne Church                            |
| Daily Express Building                         | 55° 51′ 36″ N, 4° 14′ 38,2″ W   | Geschäftsgebäude           | 32607   | Daily Express Building                                |
| Buck’s Head Building                           | 55° 51′ 27,2″ N, 4° 15′ 4,4″ W  | Geschäftsgebäude           | 32608   | Buck’s Head Building                                  |
| Argyll Arcade                                  | 55° 51′ 31,6″ N, 4° 15′ 12,4″ W | Geschäftsgebäude           | 32613   | Argyll Arcade                                         |
| David Sloan’s Arcade Cafe                      | 55° 51′ 30,7″ N, 4° 15′ 13,3″ W | Gaststätte                 | 32614   | David Sloan’s Arcade Cafe                             |
| Martyrs’ Public School                         | 55° 51′ 55″ N, 4° 14′ 14,3″ W   | Schule                     | 32619   | Martyrs’ Public School                                |
| 60–62 Buchanan Street                          | 55° 51′ 34,5″ N, 4° 15′ 14,9″ W | Geschäftsgebäude           | 32635   |                                                       |
| 92–100 Buchanan Street                         | 55° 51′ 37,2″ N, 4° 15′ 13,9″ W | Geschäftsgebäude           | 32639   | 92–100 Buchanan Street                                |
| Britannia Buildings                            | 55° 51′ 44,6″ N, 4° 15′ 10,6″ W | Geschäftsgebäude           | 32643   |                                                       |
| Glasgow City Halls                             | 55° 51′ 31″ N, 4° 14′ 41,5″ W   | Geschäftsgebäude           | 32647   | Glasgow City Halls                                    |
| Provand’s Lordship                             | 55° 51′ 44,5″ N, 4° 14′ 12,7″ W | Villa                      | 32648   | Provand’s Lordship                                    |
| Bridge of Sighs                                | 55° 51′ 44″ N, 4° 14′ 1,3″ W    | Brücke                     | 32651   | Bridge of Sighs                                       |
| Glasgow Evangelical Church                     | 55° 51′ 40,8″ N, 4° 14′ 6″ W    | Kirche                     | 32652   | Glasgow Evangelical Church                            |
| St Mungo’s Cathedral                           | 55° 51′ 46,8″ N, 4° 14′ 4,2″ W  | Kirche                     | 32654   | St Mungo’s Cathedral                                  |
| Reiterdenkmal Wilhelms III.                    | 55° 51′ 42,5″ N, 4° 14′ 10,7″ W | Denkmal                    | 32660   | Reiterdenkmal Wilhelms III.                           |
| Our Lady and St Francis Secondary School       | 55° 51′ 12,9″ N, 4° 14′ 28,3″ W | Schule                     | 32662   | Our Lady and St Francis Secondary School              |
| 52 Charlotte Street                            | 55° 51′ 15,9″ N, 4° 14′ 26,4″ W | Wohngebäude                | 32663   |                                                       |
| The Briggait                                   | 55° 51′ 15,7″ N, 4° 14′ 58,3″ W | Geschäftsgebäude           | 32664   | The Briggait                                          |
| Merchant Steeple                               | 55° 51′ 16,7″ N, 4° 14′ 57″ W   | Turm                       | 32665   | Merchant Steeple                                      |
| St Andrew’s Cathedral                          | 55° 51′ 19,9″ N, 4° 15′ 10,6″ W | Kirche                     | 32666   | St Andrew’s Cathedral                                 |
| Albert Bridge                                  | 55° 51′ 9,6″ N, 4° 14′ 50,3″ W  | Brücke                     | 32667   | Albert Bridge                                         |
| South Portland Street Suspension Bridge        | 55° 51′ 18″ N, 4° 15′ 20″ W     | Brücke                     | 32668   | South Portland Street Suspension Bridge               |
| Victoria Bridge                                | 55° 51′ 13,7″ N, 4° 15′ 4,2″ W  | Brücke                     | 32669   | Victoria Bridge                                       |
| John Street Church                             | 55° 51′ 36,8″ N, 4° 14′ 50,8″ W | Kirche                     | 32672   | John Street Church                                    |
| Anbau der Glasgow City Chambers                | 55° 51′ 38,9″ N, 4° 14′ 48,7″ W | Rathaus                    | 32675   | Anbau der Glasgow City Chambers                       |
| Altes Hauptpostamt                             | 55° 51′ 37,6″ N, 4° 14′ 59,5″ W | öffentliches Gebäude       | 32685   | Altes Hauptpostamt                                    |
| 24 George Square                               | 55° 51′ 40,8″ N, 4° 15′ 6,5″ W  | Geschäftsgebäude           | 32688   |                                                       |
| Merchants’ House                               | 55° 51′ 41,5″ N, 4° 15′ 6,2″ W  | Geschäftsgebäude           | 32689   | Merchants’ House                                      |
| Glasgow City Chambers                          | 55° 51′ 39,2″ N, 4° 14′ 53,8″ W | Rathaus                    | 32691   | Glasgow City Chambers                                 |
| Walter Scott Memorial Column                   | 55° 51′ 40,2″ N, 4° 15′ 0,6″ W  | Denkmal                    | 32696   | Walter Scott Memorial Column                          |
| Statue of James Watt                           | 55° 51′ 39,7″ N, 4° 15′ 4,3″ W  | Denkmal                    | 32697   | Statue of James Watt                                  |
| Statue of Sir John Moore                       | 55° 51′ 39,3″ N, 4° 15′ 1,3″ W  | Denkmal                    | 32698   | Statue of Sir John Moore                              |
| Reiterdenkmal des Prince Albert                | 55° 51′ 40,2″ N, 4° 15′ 4,1″ W  | Denkmal                    | 32701   | Reiterdenkmal des Prince Albert                       |
| Reiterdenkmal der Queen Victoria               | 55° 51′ 41″ N, 4° 15′ 3,8″ W    | Denkmal                    | 32702   | Reiterdenkmal der Queen Victoria                      |
| 266 George Street                              | 55° 51′ 41,8″ N, 4° 14′ 52,8″ W | Rathaus                    | 32709   |                                                       |
| Trades Hall of Glasgow                         | 55° 51′ 33,5″ N, 4° 14′ 56,4″ W | Geschäftsgebäude           | 32713   | Trades Hall of Glasgow                                |
| Tolbooth Steeple                               | 55° 51′ 24,5″ N, 4° 14′ 37″ W   | Turm                       | 32717   | Tolbooth Steeple                                      |
| Hauptsitz der Glasgow Savings Bank             | 55° 51′ 34,6″ N, 4° 14′ 56,4″ W | Geschäftsgebäude           | 32734   | Hauptsitz der Glasgow Savings Bank                    |
| Lanarkshire House                              | 55° 51′ 34,4″ N, 4° 14′ 58,9″ W | Geschäftsgebäude           | 32735   | Lanarkshire House                                     |
| Ramshorn Theatre                               | 55° 51′ 34,9″ N, 4° 14′ 42,2″ W | Kirche                     | 32740   | Ramshorn Theatre                                      |
| Hutchesons’ Hall                               | 55° 51′ 35,7″ N, 4° 14′ 51,2″ W | Krankenhaus                | 32744   | Hutchesons’ Hall                                      |
| 16 Mcphater Street                             | 55° 52′ 1,9″ N, 4° 15′ 18,7″ W  | Geschäftsgebäude           | 32754   | 16 Mcphater Street                                    |
| 61–63 Miller Street                            | 55° 51′ 33,1″ N, 4° 15′ 4,5″ W  | Wohn- und Geschäftsgebäude | 32758   |                                                       |
| Arthur’s Warehouse                             | 55° 51′ 33,8″ N, 4° 15′ 3,8″ W  | Geschäftsgebäude           | 32759   |                                                       |
| Tobacco Merchant’s House                       | 55° 51′ 31,4″ N, 4° 15′ 3,3″ W  | Villa                      | 32760   | Tobacco Merchant’s House                              |
| 48–54 Miller Street                            | 55° 51′ 32″ N, 4° 15′ 3,1″ W    | Geschäftsgebäude           | 32761   | 48–54 Miller Street (Mitte)                           |
| Tron Steeple                                   | 55° 51′ 24,9″ N, 4° 14′ 43,8″ W | Turm                       | 32769   | Tron Steeple                                          |
| Britannia Music Hall                           | 55° 51′ 25″ N, 4° 14′ 49,1″ W   | Theater                    | 32774   | Britannia Music Hall                                  |
| 60–90 Trongate                                 | 55° 51′ 26″ N, 4° 14′ 43,4″ W   | Geschäftsgebäude           | 32782   | 60-90 Trongate                                        |
| 190 Trongate                                   | 55° 51′ 27,5″ N, 4° 14′ 56,5″ W | Wohn- und Geschäftsgebäude | 32789   | 190 Trongate                                          |
| St Andrew’s-by-the-Green                       | 55° 51′ 14,9″ N, 4° 14′ 39,2″ W | Kirche                     | 32790   | St Andrew’s-by-the-Green                              |
| 37–47 Virginia Street                          | 55° 51′ 31,7″ N, 4° 15′ 0,3″ W  | Wohngebäude                | 32795   | 37–47 Virginia Street                                 |
| 49–53 Virginia Street                          | 55° 51′ 32,2″ N, 4° 15′ 0,2″ W  | Wohngebäude                | 32796   | 49–53 Virginia Street                                 |
| 42 Virginia Street                             | 55° 51′ 30,7″ N, 4° 14′ 59,1″ W | Geschäftsgebäude           | 32798   |                                                       |
| Tron Theatre                                   | 55° 51′ 24,6″ N, 4° 14′ 43,7″ W | Theater                    | 32812   | Tron Theatre                                          |
| Gallery of Modern Art                          | 55° 51′ 36,6″ N, 4° 15′ 9,3″ W  | Museum                     | 32818   | Gallery of Modern Art                                 |
| St George’s Buildings                          | 55° 51′ 38,3″ N, 4° 15′ 7″ W    | Geschäftsgebäude           | 32819   | St George’s Building                                  |
| Bahnhof Glasgow Queen Street                   | 55° 51′ 45,5″ N, 4° 15′ 4″ W    | Bahnhof                    | 32822   | Bahnhof Glasgow Queen Street                          |
| Reiterstatue des Duke of Wellington            | 55° 51′ 36,4″ N, 4° 15′ 7,2″ W  | Denkmal                    | 32823   | Reiterstatue des Duke of Wellington                   |
| Barony Hall                                    | 55° 51′ 42,5″ N, 4° 14′ 13,6″ W | Kirche                     | 32824   | Barony Hall                                           |
| 1–40 Royal Exchange Square                     | 55° 51′ 37,8″ N, 4° 15′ 8,8″ W  | Geschäftsgebäude           | 32826   | 1–40 Royal Exchange Square                            |
| Royal Bank of Scotland                         | 55° 51′ 37″ N, 4° 15′ 12,6″ W   | Geschäftsgebäude           | 32827   | Royal Bank of Scotland                                |
| Townhead and Blochairn Parish Church           | 55° 52′ 4,7″ N, 4° 13′ 38,3″ W  | Kirchenruine               | 32828   | Townhead and Blochairn Parish Church                  |
| St Andrew’s in the Square                      | 55° 51′ 17,7″ N, 4° 14′ 34,7″ W | Kirche                     | 32830   | St Andrew’s in the Square                             |
| St Enoch Square Travel Centre                  | 55° 51′ 27,1″ N, 4° 15′ 18,7″ W | Geschäftsgebäude           | 32833   | St Enoch Square Travel Centre                         |
| Scottish Provident Institution                 | 55° 51′ 39″ N, 4° 15′ 10,6″ W   | Geschäftsgebäude           | 32836   | Scottish Provident Institution                        |
| 2 St Vincent Place                             | 55° 51′ 40,1″ N, 4° 15′ 6,7″ W  | Geschäftsgebäude           | 32838   | 2 St Vincent Place                                    |
| Anchor Building                                | 55° 51′ 40,4″ N, 4° 15′ 8,5″ W  | Geschäftsgebäude           | 32839   | Anchor Building                                       |
| Citizen Building                               | 55° 51′ 40,6″ N, 4° 15′ 9,5″ W  | Geschäftsgebäude           | 32840   | Citizen Building                                      |
| 30 St Vincent Place                            | 55° 51′ 40,7″ N, 4° 15′ 10,8″ W | Geschäftsgebäude           | 32841   | 30 St Vincent Place                                   |
| Justizgebäude von Glasgow                      | 55° 51′ 13,3″ N, 4° 14′ 49,2″ W | öffentliches Gebäude       | 32844   | Justizgebäude von Glasgow                             |
| 1–16 Buckingham Terrace                        | 55° 52′ 37,9″ N, 4° 17′ 12″ W   | Wohngebäude                | 32850   | 1–16 Buckingham Terrace                               |
| Lilybank House                                 | 55° 52′ 26,5″ N, 4° 17′ 25,3″ W | Universität                | 32853   | Lilybank House                                        |
| Western Baths Club                             | 55° 52′ 35,9″ N, 4° 17′ 26,4″ W | Badeanstalt                | 32859   | Western Baths Club                                    |
| 35–51 Hamilton Drive                           | 55° 52′ 38,9″ N, 4° 17′ 8,8″ W  | Wohngebäude                | 32874   | 35–51 Hamilton Drive                                  |
| Dowanhill United Presbyterian Church           | 55° 52′ 27″ N, 4° 18′ 6,4″ W    | Kirche                     | 32879   | Dowanhill United Presbyterian Church                  |
| Woodbank                                       | 55° 52′ 28,3″ N, 4° 18′ 31,1″ W | Villa                      | 32895   |                                                       |
| 1–9 Ruskin Terrace                             | 55° 52′ 35″ N, 4° 17′ 2″ W      | Wohngebäude                | 32903   | 1–9 Ruskin Terrace                                    |
| Wellington Church                              | 55° 52′ 21,2″ N, 4° 17′ 13,1″ W | Kirche                     | 32912   | Wellington Church                                     |
| Gilbert Scott Building                         | 55° 52′ 18,6″ N, 4° 17′ 19,9″ W | Universität                | 32913   | Gilbert Scott Building                                |
| Joseph Black Building                          | 55° 52′ 19,4″ N, 4° 17′ 35,5″ W | Universität                | 32918   |                                                       |
| Pearce Lodge                                   | 55° 52′ 18,9″ N, 4° 17′ 8,9″ W  | Universität                | 32925   | Pearce Lodge                                          |
| McMillan Reading Room                          | 55° 52′ 21,8″ N, 4° 17′ 16,5″ W | Universität                | 32927   | McMillan Reading Room                                 |
| Graham Kerr Building                           | 55° 52′ 17,6″ N, 4° 17′ 34,1″ W | Universität                | 32928   |                                                       |
| 2–10 University Gardens                        | 55° 52′ 22,7″ N, 4° 17′ 24,7″ W | Universität                | 32931   | 2–10 University Gardens                               |
| Salmon House                                   | 55° 52′ 23,5″ N, 4° 17′ 26,3″ W | Universität                | 32932   |                                                       |
| 14 University Gardens                          | 55° 52′ 23,8″ N, 4° 17′ 26,7″ W | Universität                | 32933   |                                                       |
| The Salon                                      | 55° 52′ 37″ N, 4° 17′ 26,2″ W   | Kino                       | 32934   | The Salon                                             |
| Botanic Gardens Garage                         | 55° 52′ 37,8″ N, 4° 17′ 24,9″ W | Geschäftsgebäude           | 32935   | Botanic Gardens Garage                                |
| Gebäude der Savings Bank of Glasgow            | 55° 51′ 42,5″ N, 4° 16′ 27,3″ W | Wohn- und Geschäftsgebäude | 32953   | Gebäude der Savings Bank of Glasgow                   |
| 181–199 Bath Street                            | 55° 51′ 51,9″ N, 4° 15′ 46,2″ W | Geschäftsgebäude           | 32960   | 181–199 Bath Street                                   |
| King’s Theatre                                 | 55° 51′ 54″ N, 4° 16′ 7″ W      | Theater                    | 32963   | King’s Theatre                                        |
| Mercantile Chambers                            | 55° 51′ 39,9″ N, 4° 15′ 40″ W   | Geschäftsgebäude           | 32980   | Mercantile Chambers                                   |
| 2–28 Bothwell Street                           | 55° 51′ 40,4″ N, 4° 15′ 32,2″ W | Geschäftsgebäude           | 32983   |                                                       |
| Stewart & McDonald’s Warehouse                 | 55° 51′ 31,4″ N, 4° 15′ 19,4″ W | Geschäftsgebäude           | 32991   | Stewart & McDonald’s Warehouse (links im Vordergrund) |
| 45 Buchanan Street                             | 55° 51′ 32,5″ N, 4° 15′ 19,2″ W | Geschäftsgebäude           | 32992   |                                                       |
| 91 Buchanan Street                             | 55° 51′ 35,7″ N, 4° 15′ 16,8″ W | Geschäftsgebäude           | 32998   |                                                       |
| 113–115 Buchanan Street                        | 55° 51′ 37,8″ N, 4° 15′ 16″ W   | Geschäftsgebäude           | 33000   | 113–115 Buchanan Street                               |
| 147 Buchanan Street                            | 55° 51′ 41,1″ N, 4° 15′ 15″ W   | Geschäftsgebäude           | 33002   | 147 Buchanan Street                                   |
| St George’s Tron Church                        | 55° 51′ 43,3″ N, 4° 15′ 14,4″ W | Kirche                     | 33003   | St George’s Tron Church                               |
| Athenaeum Theatre                              | 55° 51′ 45,2″ N, 4° 15′ 13,6″ W | Theater                    | 33004   |                                                       |
| 4 Clairmont Gardens                            | 55° 52′ 0,3″ N, 4° 16′ 38,3″ W  | Wohngebäude                | 33008   |                                                       |
| Altes Zollhaus                                 | 55° 51′ 23″ N, 4° 15′ 23,9″ W   | öffentliches Gebäude       | 33012   | Altes Zollhaus                                        |
| Kelvingrove Parish Church                      | 55° 51′ 59,6″ N, 4° 17′ 5,1″ W  | Kirche                     | 33015   | Kelvingrove Parish Church                             |
| Horse Shoe Bar                                 | 55° 51′ 39,2″ N, 4° 15′ 23″ W   | Gaststätte                 | 33016   |                                                       |
| 120 Elmbank Street                             | 55° 51′ 51,5″ N, 4° 16′ 3,8″ W  | öffentliches Gebäude       | 33022   | 120 Elmbank Street                                    |
| Bahnhof Glasgow Central                        | 55° 51′ 32″ N, 4° 15′ 30″ W     | Bahnhof                    | 33029   | Bahnhof Glasgow Central                               |
| 6 Gordon Street                                | 55° 51′ 37,9″ N, 4° 15′ 17,4″ W | Geschäftsgebäude           | 33030   |                                                       |
| 20–40 Gordon Street                            | 55° 51′ 38,3″ N, 4° 15′ 21,1″ W | Geschäftsgebäude           | 33031   |                                                       |
| Grosvenor Building                             | 55° 51′ 39″ N, 4° 15′ 27,7″ W   | Geschäftsgebäude           | 33034   | Grosvenor Building (Zweites Gebäude links)            |
| Mitchell Theatre                               | 55° 51′ 54″ N, 4° 16′ 23,2″ W   | Theater                    | 33036   | Mitchell Theatre                                      |
| Breadalbane Terrace                            | 55° 52′ 1,5″ N, 4° 15′ 57,8″ W  | Wohngebäude                | 33038   |                                                       |
| Garnethill Synagogue                           | 55° 52′ 1,8″ N, 4° 16′ 4,1″ W   | Synagoge                   | 33040   | Garnethill Synagogue                                  |
| Peel Terrace                                   | 55° 52′ 2,6″ N, 4° 15′ 58″ W    | Wohngebäude                | 33044   | Peel Terrace                                          |
| Atlantic Chambers                              | 55° 51′ 34,7″ N, 4° 15′ 33,5″ W | Geschäftsgebäude           | 33050   | Atlantic Chambers (links im Vordergrund)              |
| 91–115 Hope Street                             | 55° 51′ 37,8″ N, 4° 15′ 33,6″ W | Geschäftsgebäude           | 33052   | 91–115 Hope Street                                    |
| 157–167 Hope Street                            | 55° 51′ 44,5″ N, 4° 15′ 30,2″ W | Geschäftsgebäude           | 33053   |                                                       |
| 108 Hope Street                                | 55° 51′ 40,2″ N, 4° 15′ 29,5″ W | Geschäftsgebäude           | 33056   | 108 Hope Street                                       |
| Lion Chambers                                  | 55° 51′ 48,6″ N, 4° 15′ 26,7″ W | Geschäftsgebäude           | 33059   | Lion Chambers                                         |
| Theatre Royal                                  | 55° 51′ 58,7″ N, 4° 15′ 22,7″ W | Theater                    | 33061   | Theatre Royal                                         |
| Gardner’s Warehouse                            | 55° 51′ 27,4″ N, 4° 15′ 27,1″ W | Geschäftsgebäude           | 33065   | Gardner’s Warehouse                                   |
| Atlantic Apartments                            | 55° 51′ 30,5″ N, 4° 15′ 51,2″ W | Geschäftsgebäude           | 33068   |                                                       |
| 60 James Watt Street                           | 55° 51′ 29,1″ N, 4° 15′ 49,8″ W | Geschäftsgebäude           | 33069   | 60 James Watt Street                                  |
| 72 James Watt Street                           | 55° 51′ 30,3″ N, 4° 15′ 49,7″ W | Geschäftsgebäude           | 33070   | 72 James Watt Street                                  |
| Kelvingrove Art Gallery and Museum             | 55° 52′ 6,9″ N, 4° 17′ 26″ W    | Museum                     | 33071   | Kelvingrove Art Gallery and Museum                    |
| Queen’s Rooms                                  | 55° 51′ 59,6″ N, 4° 16′ 44,9″ W | Geschäftsgebäude           | 33082   |                                                       |
| 2–5 La Belle Place                             | 55° 51′ 59,7″ N, 4° 16′ 46,4″ W | Wohngebäude                | 33083   | 2–5 La Belle Place                                    |
| The Lighthouse                                 | 55° 51′ 34,8″ N, 4° 15′ 20,1″ W | Geschäftsgebäude           | 33087   | The Lighthouse                                        |
| Glasgow Stock Exchange                         | 55° 51′ 42,1″ N, 4° 15′ 15,3″ W | Geschäftsgebäude           | 33089   | Glasgow Stock Exchange                                |
| Daily Record Building                          | 55° 51′ 40″ N, 4° 15′ 28,5″ W   | Geschäftsgebäude           | 33099   | Daily Record Building                                 |
| Pavilion Theatre                               | 55° 51′ 54,4″ N, 4° 15′ 20,8″ W | Theater                    | 33103   | Pavilion Theatre                                      |
| Glasgow School of Art                          | 55° 51′ 57,8″ N, 4° 15′ 49,5″ W | Schule                     | 33105   | Glasgow School of Art                                 |
| 71–75 Robertson Street                         | 55° 51′ 29,8″ N, 4° 15′ 41,6″ W | Geschäftsgebäude           | 33112   |                                                       |
| Clyde Navigation Trust                         | 55° 51′ 25,1″ N, 4° 15′ 38,9″ W | Geschäftsgebäude           | 33113   | Clyde Navigation Trust                                |
| St Aloysius Church                             | 55° 51′ 59,5″ N, 4° 15′ 42,6″ W | Kirche                     | 33115   | St Aloysius Church                                    |
| Charing Cross Mansions                         | 55° 51′ 59,5″ N, 4° 16′ 14,4″ W | Wohn- und Geschäftsgebäude | 33127   | Charing Cross Mansions                                |
| 19–30 St Vincent Crescent                      | 55° 51′ 48″ N, 4° 16′ 59,9″ W   | Wohngebäude                | 33128   | 19–30 St Vincent Crescent (linker Bildrand)           |
| 31–70 St Vincent Crescent                      | 55° 51′ 51,3″ N, 4° 17′ 15,9″ W | Wohngebäude                | 33129   | 31–70 St Vincent Crescent                             |
| 115–117 St Vincent Street                      | 55° 51′ 41″ N, 4° 15′ 28,2″ W   | Geschäftsgebäude           | 33138   |                                                       |
| St Vincent Street Church                       | 55° 51′ 44,2″ N, 4° 15′ 56,1″ W | Kirche                     | 33150   | St Vincent Street Church                              |
| 84–94 St Vincent Street                        | 55° 51′ 41,7″ N, 4° 15′ 21,4″ W | Geschäftsgebäude           | 33153   | 84–94 St Vincent Street (weißer Komplex)              |
| 110–120 St Vincent Street                      | 55° 51′ 42,4″ N, 4° 15′ 25,6″ W | Geschäftsgebäude           | 33156   | 110–120 St Vincent Street                             |
| 140–142 St Vincent Street                      | 55° 51′ 42,8″ N, 4° 15′ 30,6″ W | Geschäftsgebäude           | 33159   | 140–142 Vincent Street                                |
| 142a–144 St Vincent Street                     | 55° 51′ 42,9″ N, 4° 15′ 31,2″ W | Geschäftsgebäude           | 33160   |                                                       |
| North British and Mercantile Building          | 55° 51′ 44,1″ N, 4° 15′ 39,5″ W | Geschäftsgebäude           | 33162   | North British and Mercantile Building                 |
| Willow Tearooms                                | 55° 51′ 54″ N, 4° 15′ 40,2″ W   | Gaststätte                 | 33173   | 200 St Vincent Street                                 |
| 901–903 Sauchiehall Street                     | 55° 51′ 55,3″ N, 4° 17′ 3,8″ W  | Wohngebäude                | 33184   |                                                       |
| 336–356 Sauchiehall Street                     | 55° 51′ 56,7″ N, 4° 15′ 53,6″ W | Geschäftsgebäude           | 33193   |                                                       |
| Albany Chambers                                | 55° 51′ 59″ N, 4° 16′ 12,5″ W   | Wohn- und Geschäftsgebäude | 33199   | Albany Chambers                                       |
| Egyptian Halls                                 | 55° 51′ 35,5″ N, 4° 15′ 23,7″ W | Geschäftsgebäude           | 33208   | Egyptian Halls                                        |
| Ca d’Oro Building                              | 55° 51′ 37″ N, 4° 15′ 23,6″ W   | Geschäftsgebäude           | 33209   | Ca d’Oro Building                                     |
| Waterloo Street Post Office                    | 55° 51′ 38,4″ N, 4° 15′ 40,2″ W | Geschäftsgebäude           | 33214   |                                                       |
| Sun Life Building                              | 55° 51′ 43,7″ N, 4° 15′ 22,2″ W | Wohn- und Geschäftsgebäude | 33223   |                                                       |
| 4 Nelson Mandela Place                         | 55° 51′ 44,4″ N, 4° 15′ 13,7″ W | Geschäftsgebäude           | 33233   | 4 Nelson Mandela Place                                |
| Athenaeum Theatre (Nelson Mandela Place)       | 55° 51′ 44,7″ N, 4° 15′ 14,7″ W | Theater                    | 33234   | Altes Athenaeum                                       |
| Royal Faculty of Procurators                   | 55° 51′ 44,1″ N, 4° 15′ 16,5″ W | Geschäftsgebäude           | 33235   | Gebäude der Royal Faculty of Procurators in Glasgow   |
| Cornhill House                                 | 55° 51′ 45,5″ N, 4° 15′ 25,9″ W | Geschäftsgebäude           | 33241   | Cornhill House                                        |
| 196–198 West George Street                     | 55° 51′ 46,3″ N, 4° 15′ 33,3″ W | Geschäftsgebäude           | 33246   | 196–198 West George Street                            |
| Finnieston Crane                               | 55° 51′ 29,9″ N, 4° 17′ 4,5″ W  | Kran                       | 33285   | Finnieston Crane                                      |
| 140–142 Balgrayhill Road                       | 55° 53′ 17,7″ N, 4° 13′ 49,1″ W | Villa                      | 33288   |                                                       |
| Wintergarten im Springburn Park                | 55° 53′ 20,5″ N, 4° 13′ 37,1″ W | Gewächshaus                | 33298   | Wintergarten im Springburn Park                       |
| Elder Cottage Hospital                         | 55° 51′ 38,4″ N, 4° 19′ 40″ W   | Krankenhaus                | 33300   | Elder Cottage Hospital                                |
| Isabella Elder Statue                          | 55° 51′ 41,3″ N, 4° 19′ 31,8″ W | Denkmal                    | 33304   | Isabella Elder Statue                                 |
| Elder Park Library                             | 55° 51′ 43,3″ N, 4° 19′ 19,2″ W | Bibliothek                 | 33310   |                                                       |
| Govan Graving Docks                            | 55° 51′ 37,9″ N, 4° 18′ 1,2″ W  | Docks                      | 33336   | Govan Graving Docks                                   |
| 816–818 Govan Road                             | 55° 51′ 47,7″ N, 4° 18′ 42″ W   | Geschäftsgebäude           | 33351   | 816–818 Govan Road                                    |
| Pearce Institute                               | 55° 51′ 48,7″ N, 4° 18′ 45″ W   | Hilfseinrichtung           | 33352   | Pearce Institute                                      |
| Govan Old Parish Church                        | 55° 51′ 52,4″ N, 4° 18′ 46,9″ W | Kirche                     | 33353   | Govan Old Parish Church                               |
| Hauptverwaltung der Govan Shipbuilders         | 55° 51′ 50,9″ N, 4° 19′ 12,5″ W | Geschäftsgebäude           | 33356   |                                                       |
| Motorenfabrikation der Govan Shipbuilders      | 55° 51′ 53″ N, 4° 19′ 21,1″ W   | Industriegebäude           | 33357   |                                                       |
| Four Winds Building                            | 55° 51′ 24,8″ N, 4° 17′ 15,5″ W | Hafengebäude               | 33360   | Four Winds Building                                   |
| The Knowe                                      | 55° 50′ 32,3″ N, 4° 16′ 39,9″ W | Villa                      | 33371   |                                                       |
| Miller and Lang Building                       | 55° 50′ 34,6″ N, 4° 16′ 9,8″ W  | Geschäftsgebäude           | 33402   | Miller and Lang Building                              |
| Pollokshields Burgh Hall                       | 55° 50′ 20,1″ N, 4° 17′ 13,2″ W | öffentliches Gebäude       | 33411   | Pollokshields Burgh Hall                              |
| Ellisland                                      | 55° 50′ 31,4″ N, 4° 17′ 10,4″ W | Villa                      | 33450   |                                                       |
| Castlehill                                     | 55° 50′ 31,8″ N, 4° 17′ 12,7″ W | Villa                      | 33451   |                                                       |
| Pollok House                                   | 55° 49′ 40,6″ N, 4° 19′ 5,6″ W  | Herrenhaus                 | 33455   | Pollok House                                          |
| Bridge over White Cart Water                   | 55° 49′ 37,1″ N, 4° 19′ 5,2″ W  | Brücke                     | 33456   | Bridge over White Cart Water                          |
| Stallungen von Pollok House                    | 55° 49′ 34,4″ N, 4° 18′ 58,1″ W | Stallungen                 | 33457   | Stallungen von Pollok House                           |
| Beneffrey                                      | 55° 50′ 20,9″ N, 4° 18′ 16,6″ W | Villa                      | 33486   | Beneffrey                                             |
| Caledonia Road Church                          | 55° 50′ 50″ N, 4° 15′ 17″ W     | Kirchenruine               | 33497   | Caledonia Road Church                                 |
| 40–61 Carlton Place                            | 55° 51′ 13,8″ N, 4° 15′ 18,9″ W | Villa                      | 33499   | 40–61 Carlton Place                                   |
| Eglinton Engine Works                          | 55° 51′ 3,2″ N, 4° 15′ 53,8″ W  | Industriebauwerk           | 33504   |                                                       |
| 162–170 Gorbals Street                         | 55° 51′ 0,4″ N, 4° 15′ 15,2″ W  | Wohn- und Geschäftsgebäude | 33513   | 162–170 Gorbals Street                                |
| Scotland Street School                         | 55° 50′ 58,3″ N, 4° 16′ 25,6″ W | Museum                     | 33534   | Scotland Street School                                |
| Craigie Hall                                   | 55° 50′ 48,8″ N, 4° 18′ 32″ W   | Villa                      | 33583   |                                                       |
| Towerview Unit                                 | 55° 50′ 4,7″ N, 4° 22′ 14,2″ W  | Krankenhaus                | 33597   | Towerview Unit                                        |
| 110–136 Flemington Street                      | 55° 52′ 46,6″ N, 4° 13′ 49,7″ W | Geschäftsgebäude           | 33612   | 110–136 Flemington Street                             |
| Tollcross House                                | 55° 50′ 46,6″ N, 4° 10′ 47,1″ W | Herrenhaus                 | 33648   | Tollcross House                                       |
| Daldowie Dovecot                               | 55° 50′ 27,1″ N, 4° 7′ 44,4″ W  | Taubenturm                 | 33668   | Daldowie Dovecot                                      |
| Torhaus der Southern Necropolis                | 55° 50′ 38,3″ N, 4° 14′ 42,9″ W | Tor                        | 33685   | Torhaus der Southern Necropolis                       |
| St Francis Church                              | 55° 50′ 46,9″ N, 4° 14′ 44,1″ W | Kirche                     | 33690   | St Francis Church                                     |
| St Andrew’s Suspension Bridge                  | 55° 50′ 56″ N, 4° 14′ 17,8″ W   | Brücke                     | 33692   | St Andrew’s Suspension Bridge                         |
| Sentinel Works                                 | 55° 50′ 6,8″ N, 4° 14′ 31,6″ W  | Industriebauwerk           | 33693   |                                                       |
| Aikenhead House                                | 55° 48′ 54,8″ N, 4° 14′ 29,5″ W | Herrenhaus                 | 33708   | Aikenhead House                                       |
| Wasserturm des Ruchill Hospital                | 55° 53′ 12,8″ N, 4° 15′ 56,7″ W | Turm                       | 33750   | Wasserturm des Ruchill Hospital                       |
| Kelvinbridge Parish Church                     | 55° 52′ 39,6″ N, 4° 16′ 44,4″ W | Kirche                     | 33753   | Kelvinbridge Parish Church                            |
| Queen’s Cross Church                           | 55° 52′ 49,1″ N, 4° 16′ 19″ W   | Kirche                     | 33764   | Queen′s Cross Church                                  |
| St Columba of Iona Roman Catholic Church       | 55° 52′ 35,3″ N, 4° 16′ 0″ W    | Kirche                     | 33765   | St Columba of Iona Roman Catholic Church              |
| St George’s In the Fields                      | 55° 52′ 26,8″ N, 4° 15′ 50″ W   | Kirche                     | 33782   | St George’s In the Fields                             |
| St Mary’s Church                               | 55° 51′ 13,9″ N, 4° 13′ 36,2″ W | Kirche                     | 33810   | St Mary’s Church                                      |
| 105–169 Bell Street                            | 55° 51′ 26,6″ N, 4° 14′ 29″ W   | Wohngebäude                | 33814   | 105–169 Bell Street                                   |
| Rondell am Bridgeton Cross                     | 55° 50′ 56,5″ N, 4° 13′ 35,4″ W | Unterstand                 | 33818   | Rondell am Bridgeton Cross                            |
| Alexander’s School                             | 55° 51′ 34,4″ N, 4° 14′ 7,5″ W  | Schule                     | 33827   | Alexander’s School                                    |
| Doulton Fountain                               | 55° 51′ 6″ N, 4° 14′ 10,4″ W    | Brunnen                    | 33836   | Doulton Fountain                                      |
| Nelson Monument                                | 55° 51′ 5,4″ N, 4° 14′ 26,4″ W  | Denkmal                    | 33837   | Nelson Monument                                       |
| People’s Palace                                | 55° 51′ 4,5″ N, 4° 14′ 14,3″ W  | Museum                     | 33838   | People’s Palace                                       |
| Mercat Building                                | 55° 51′ 22,9″ N, 4° 14′ 35,2″ W | Geschäftsgebäude           | 33851   | Mercat Building                                       |
| Church of the Sacred Heart                     | 55° 50′ 45,8″ N, 4° 13′ 23,5″ W | Kirche                     | 33855   |                                                       |
| Templeton Carpet Factory                       | 55° 51′ 1″ N, 4° 13′ 57,6″ W    | Industriebauwerk           | 33857   | Templeton Carpet Factory                              |
| Provan Hall                                    | 55° 52′ 17,8″ N, 4° 7′ 52″ W    | Herrenhaus                 | 33863   | Provan Hall                                           |
| Gartloch Hospital                              | 55° 52′ 45,7″ N, 4° 6′ 21,1″ W  | Krankenhaus                | 33868   | Gartloch Hospital                                     |
| 1–18 Walmer Crescent                           | 55° 51′ 7,9″ N, 4° 17′ 44,2″ W  | Wohngebäude                | 33876   | 1–18 Walmer Crescent                                  |
| St Andrew’s East Church                        | 55° 51′ 47,2″ N, 4° 12′ 30,9″ W | Kirche                     | 33879   | St Andrew’s East Church                               |
| Saracen Fountain                               | 55° 51′ 52,3″ N, 4° 12′ 29,7″ W | Brunnen                    | 33880   | Saracen Fountain                                      |
| Glasgow Necropolis                             | 55° 51′ 45,8″ N, 4° 13′ 52,4″ W | Friedhof                   | 33890   | Glasgow Necropolis                                    |
| Our Lady of Good Counsel Roman Catholic Church | 55° 51′ 45,4″ N, 4° 13′ 20,6″ W | Kirche                     | 33891   | Our Lady of Good Counsel Roman Catholic Church        |
| Trinity Duke Street Church                     | 55° 51′ 31,6″ N, 4° 13′ 47,3″ W | Kirche                     | 33899   |                                                       |
| St Anne’s Church                               | 55° 51′ 27,6″ N, 4° 12′ 57,6″ W | Kirche                     | 33912   |                                                       |
| 52–54 Langside Drive                           | 55° 48′ 54,6″ N, 4° 16′ 42,7″ W | Villa                      | 33936   |                                                       |
| Waverley Cinema                                | 55° 49′ 52,2″ N, 4° 16′ 54,4″ W | Kino                       | 33941   | Waverley Cinema                                       |
| Holmwood House                                 | 55° 48′ 35,2″ N, 4° 15′ 32,9″ W | Villa                      | 33944   | Holmwood House                                        |
| Pollokshaws Burgh Hall                         | 55° 49′ 31,5″ N, 4° 17′ 54,1″ W | öffentliches Gebäude       | 33953   | Pollokshaws Burgh Hall                                |
| Anniesland Court                               | 55° 53′ 27,4″ N, 4° 19′ 30″ W   | Wohngebäude                | 43034   | Anniesland Court                                      |
| Gemeindehalle der St Andrew’s East Church      | 55° 51′ 46,8″ N, 4° 12′ 29,7″ W | Gemeindehalle              | 48569   |                                                       |
| St Andrew’s House                              | 55° 52′ 3,7″ N, 4° 15′ 24,2″ W  | Geschäftsgebäude           | 50073   | St Andrew’s House                                     |
| Burrell Collection                             | 55° 49′ 51,2″ N, 4° 18′ 27,9″ W | Museum                     | 52002   | Burrell Collection                                    |